# Abraham z Arbelii
Abraham z Arbelii lub Abramius z Arbeli (zm. ok. 348), biskup miasta Arbela w starożytnej perskiej prowincji Asyria, święty i męczennik.
Torturowany i stracony przez ścięcie za Szapura II. Abraham odmówił uczczenia słońca w Telemanie.
Wspomnienie liturgiczne obchodzone jest 4 lutego.